# Kühren
Kühren là một đô thị thuộc huyện Plön, trong bang Schleswig-Holstein, nước Đức. Đô thị Kühren có diện tích 16,81 km², dân số thời điểm 31 tháng 12 năm 2006 là 672 người.